# Walter Crofton
Sir Walter Frederick Crofton (1815–1897) était directeur du système pénitentiaire irlandais entre 1854 et 1862. 
Il a donné son nom à un système de détention progressif qui a influencé les prisons du monde entier.

## Le système progressif de Crofton
Le système progressif de Crofton est un système pénitentiaire associant plusieurs régimes différents qui apportent progressivement de la liberté et des opportunités de socialisation au détenu. Ce système, appelé aussi système irlandais, est héritier de la pensée d'Alexander Mackonochie et a été développé dans les années 1850. Dans les prisons qui suivent le modèle de Crofton, les prisonniers passent par trois étapes de détention. La première partie de la peine est appelée phase pénale. Durant cette étape, le prisonnier est isolé dans une cellule individuelle pendant environ neuf mois. Lors de la seconde étape du système progressif, le détenu est astreint à un travail en commun avec les autres prisonniers. Durant la troisième étape, le détenu est promu et transféré dans une prison «intermédiaire» où il se retrouve en petite communauté et obtient plus de liberté. Une fois que le prisonnier reçoit l'autorisation de quitter la prison, il entre en libération conditionnelle et est surveillé par les forces de l'ordre ou du personnel civil. Ces personnes doivent s'assurer que l'ancien détenu puisse trouver un emploi.